# Бет Гармон
Елізабет «Бет» Гармон — головна героїня роману Волтера Тевіса «Королевий гамбіт» і однойменного драматичного мінісеріалу Netflix, в якому її грає Аня Тейлор-Джой. 

## Літературна біографія
Бет Гармон — вундеркінд, у вісім років стала сиротою, коли її мати загинула в автокатастрофі. Виросла в дитячому притулку в Кентуккі. Сторож містер Шейбел навчив її грати у шахи та незабаром вона стала вигравати у нього. Перебуваючи в дитячому будинку, у неї розвинулася залежність від транквілізаторів. У підлітковому віці її вдочерили, вона почала вигравати різні шахові турніри, стає відомою і, зрештою почала змагатися з кращими гравцями з СРСР. Також вона зловживала транквілізаторами та алкоголем.

## Концепція та натхнення
Діана Ланні, нью-йоркська шахістка, сучасниця Тевіса, яка представляла Сполучені Штати на шаховій Олімпіаді 1982 року в Люцерні, припустила, що вона принаймні частково надихнула персонажа Бет Гармон, а її друг, гросмейстер Ларрі Кауфман був натхненням для іншого героя книги — Гаррі Белтіка. Ланні вважає, що вона могла привернути увагу Тевіса, коли була єдиною жінкою, яка грала у парку Washington Square, а також як шахістка з депресією та залежністю. Також є версія, що прототипом героїні був Боббі Фішер або й сам Тевіс. Письменник, однак, прямо заперечував, що будь-який із його персонажів ма реальний прототип. Він також сказав, що йому було цікавіше написати жіночий персонаж.

## Телевізійна адаптація
Після кількох невдалих спроб екранізувати роман, 19 березня 2019 року Netflix оголосив про придбання прав, а Аню Тейлор-Джой взяли на головну роль у серіалі .